# Satyrtragopan
Satyrtragopan (Tragopan satyra) är en asiatisk fågel i familjen fasanfåglar inom ordningen hönsfåglar. Fågeln förekommer i skogar från norra Indien och Nepal till Tibet. Arten minskar i antal, men beståndet anses vara livskraftigt.

## Utseende och läte
Satyrtragopanen är en relativt stor tragopan där hanen uppnår en kroppslängd på 67–72 cm och honan 57,5 cm. Hanen är röd undertill med svartkantade vita fläckar. Ovansidan är olivbrun och i ansiktet syns blåfärgad bar hud, mindre utbrett än hos prakttragopanen (Tragopan temminckii). Honan är brun med vita fläckar, med rostfärgad anstrykning på undersidan.

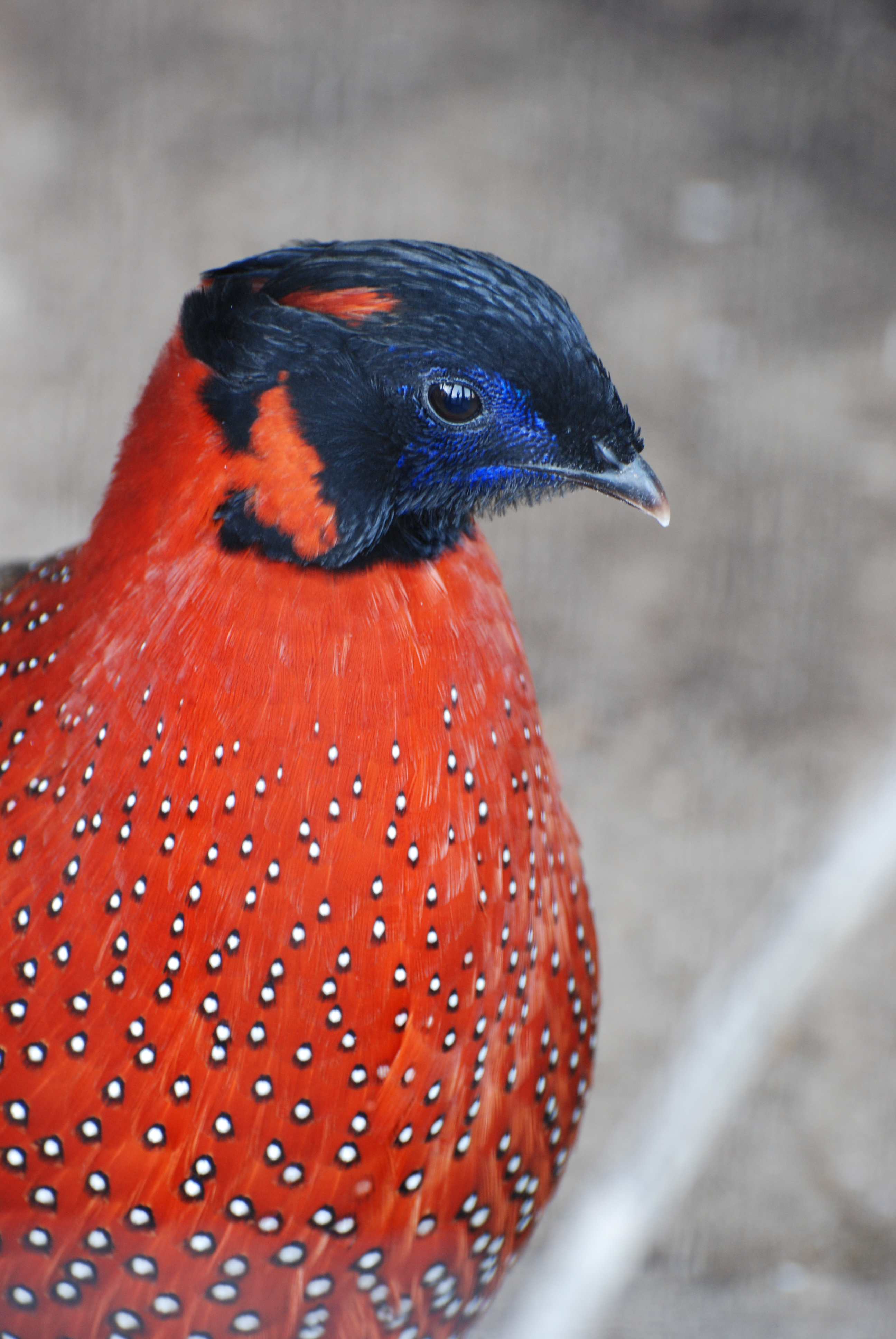
Närbild av hane satyrtragopan.

Lätet är ett nasalt och ylande "gwaaahh".

## Utbredning och systematik
Satyrtragopanen förekommer i ek- och rhododendronskogar från norra Indien till Nepal och sydöstra Tibet. Den behandlas som monotypisk, det vill säga att den inte delas in i några underarter. En studie av artens mitokondrie-DNA pekar på att den är närmast släkt med gråbukig tragopan (Tragopan blythii).

## Levnadssätt

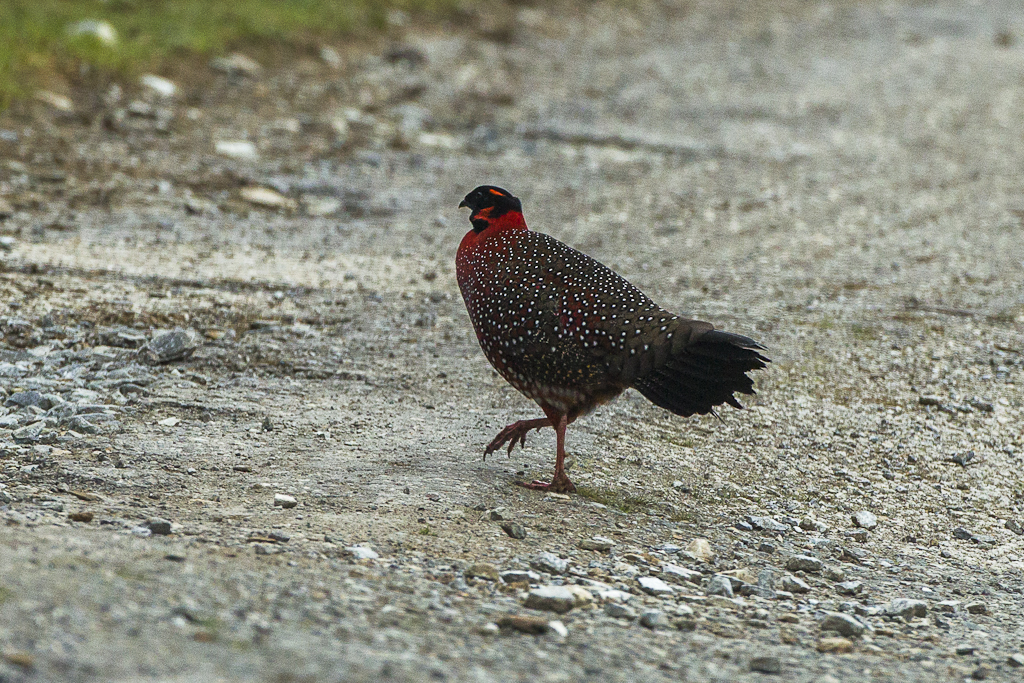
Satyrtragopan fotograferad i Bhutan.

I Indien förekommer arten i ursprunglig, bergsbelägen lövskog mellan 2 400 och 4 250 meters höjd. Undersökning av spillning insamlad på hösten visade på små fragment av löv och kvarts, men också gräs och rotdelar samt en insektsvinge. Hanen ropar vid gryning mellan mars och juni, och tros stanna med honan endast fram till äggläggning. Dess exakta rörelser efter häckningen är inte kända, men det hävdas att den rör sig 1000 till 2000 meter nedåt i höjdled.

## Status och hot
Arten har ett stort utbredningsområde, men tros minska i antal, dock inte tillräckligt kraftigt för att den ska betraktas som hotad. Internationella naturvårdsunionen IUCN listar arten som livskraftig (LC).

## Namn
Fågeln är uppkallad efter satyrer, hornprydda skogslevande naturväsen, hälften människor och hälften häst eller bock.